# Regimento de Manutenção de Göta
O Regimento de Manutenção de Göta (em sueco Göta trängregemente; também designado pela sigla T 2) é uma unidade de logística militar do Exército da Suécia, aquartelada na cidade de Skövde, situada no centro do país, e localizada entre os lagos Vänern e Vättern.

O regimento voltou a pertencer ao Exército em 2019, e adquiriu em 2021 o nome T 2 Göta trängregemente.

Este regimento está vocacionado para formar pessoal para as unidades de manutenção e dar o apoio necessário nas funções logísticas de abastecimento de alimentos, água, munições e combustíveis, assim como de serviços técnicos, comunicações, reparação de material danificado e acesso à assistência médica de pessoal ferido e doente.

O seu pessoal é constituído por 350 efetivos, incluindo oficiais profissionais, militares em serviço permanente e funcionários civis.

## História
O atual Regimento de Manutenção de Göta foi fundado em 1885, com a denominação de Batalhão de Manutenção (Trängbataljonen), do qual saiu mais tarde o Batalhão de Manutenção de Göta (Göta trängbataljon) em 1891. Em 2021, o regimento passou a ser designado por Regimento de Manutenção de Göta (Göta trängregemente).